# 杜沃河畔列维尔
杜沃河畔列维尔（法語：Liesville-sur-Douve，法語發音：[ljɛvil syʁ duv]）是法国芒什省的一个市镇，属于瑟堡区。

## 地理
杜沃河畔列维尔（49°21'15"N, 1°19'19"W）面积5.24 平方千米，位于法国诺曼底大区芒什省，该省份为法国西北部沿海省份，西、北、东北三面环大西洋，东起顺时针与卡爾瓦多斯省、奧恩省、马耶讷省和伊勒-维莱讷省接壤。
与杜沃河畔列维尔接壤的市镇（或旧市镇、城区）包括：阿普维尔、伯兹维尔-拉巴斯蒂耶、布洛维尔、卡朗唐莱马赖、皮科维尔、圣梅尔埃格利斯。

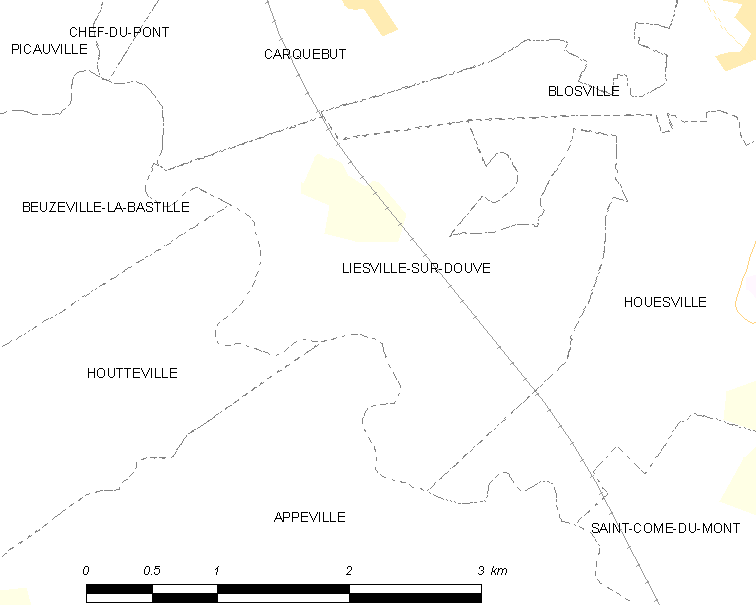
杜沃河畔列维尔的OSM定位图

杜沃河畔列维尔的时区为UTC+01:00、UTC+02:00（夏令时）。

## 行政
杜沃河畔列维尔的邮政编码为50480，INSEE市镇编码为50269。

## 政治
杜沃河畔列维尔所属的省级选区为卡朗唐莱马赖县。

## 人口

1962-2008年间杜沃河畔列维尔人口变化图示

杜沃河畔列维尔于2022年1月1日时的人口数量为214人。